# Johannes Käfer
Johannes Käfer, auch Hans Käfer (* 11. Oktober 1882 in Leipzig; † 3. Dezember 1943 in Berlin) war ein deutscher Sanitätsoffizier.

## Leben
Beförderungen
- 18. August 1908 Assistenzarzt[2]
- 22. März 1910 Oberarzt[3]
- 1. Oktober 1921 Oberstabsarzt[4]
- 1. November 1927 Generaloberarzt[5]
- 1. April 1932 Generalarzt[6]/Oberstarzt
- 1. Oktober 1934 Generalarzt
- 1. Januar 1937 Generalstabsarzt[7]
- 28. Februar 1939 Charakter als Generaloberstabsarzt

An der Kaiser-Wilhelms-Akademie für das militärärztliche Bildungswesen (Berlin) studierte Käfer Medizin. 1902 wurde er im Pépinière-Corps Suevo-Borussia recipiert.
In der Preußischen Armee kam er 1908 zeitgleich mit seiner Beförderung zum Assistenzarzt vom Mansfelder Feldartillerie-Regiment Nr. 75 zum Infanterie-Regiment Nr. 158. 1911 kam er von dort in das Sanitätsamt des VII. Armee-Korps nach Münster. Zu Kriegsende war er im Württembergischen Fußartillerie-Regiment Nr. 13 und hatte für sein Wirken während des Krieges beide Klassen des Eisernen Kreuzes, das Ehrenkreuz III. Klasse des Fürstlichen Hausordens von Hohenzollernschen und das Hamburger Hanseatenkreuz erhalten.
In der Reichswehr war er u. a. 1923 in der 1. Sanitätsabteilung der Sanitätsstaffel Allenstein und 1930 in der 3. Sanitätsabteilung der Sanitätsstaffel Potsdam. Von Anfang April 1932 war er, als Nachfolger des Generalarztes Friedrich Haeseler, bis 1935 Divisionsarzt der 1. Division (Königsberg) bei dem Gruppenkommando 1 und Mitglied des Wissenschaftlichen Senats für das Heeres-Sanitätswesen. 1935 wurde er Heeresgruppenarzt des Gruppenkommandos 1 und zugleich stellvertretender Vorsitzender des Wissenschaftlichen Senats für das Heeres-Sanitätswesen. Anfang 1939 war er weiterhin Heeresgruppenarzt, nun bei der Heeresgruppe 1 (Berlin).
Kurze Zeit später wurde er mit dem Charakter als Generaloberstabsarzt aus der Armee entlassen, aber wieder aufgenommen und zur Verfügung (z. V.) des OKH gestellt. Anschließend wurde er vor dem Überfall auf Polen Korpsarzt des Stellvertretenden Generalkommandos vom II. Armeekorps und Wehrkreisarzt im Wehrkreis II (Stettin). Ab 1942 war er zusätzlich außerordentliches Mitglied des Wissenschaftlichen Senats des Heeres-Sanitätswesens. Später kam er in die Führerreserve. Am 31. August 1943 wurde seine z. V.-Stellung aufgehoben.
Er war Autor des Buches Feldchirurgie. Leitfaden für den Sanitätsoffizier der Wehrmacht, welches ab 1940 bis zur 9. Auflage im Jahr 1944 veröffentlicht wurde. Käfer war Mitglied der Deutschen Gesellschaft für Chirurgie.